# Парцаника
Парца́ника (итал. Parzanica) — коммуна в Италии, располагается в регионе Ломбардия, в провинции Бергамо.
Население составляет 373 человека (2008 г.), плотность населения составляет 37 чел./км². Занимает площадь 10 км². Почтовый индекс — 24060. Телефонный код — 035.
Покровителем населённого пункта считается святой Рох.

## Демография
Динамика населения:

## Администрация коммуны
- Официальный сайт: